# Булатецький Микола Іванович
Мико́ла Іва́нович Булате́цький (нар. 28 серпня 1953, село Стукалівка, Гребінківський район, Полтавська область) — український політик. Член партії ВО «Батьківщина» в 2010-2019 рр. З 2010 року — депутат Черкаської міської ради. Протягом 1994–1998 — заступник міського голови міста Черкаси.

## Біографія
Має вищу освіту. У 1974 році закінчив Черкаський педагогічний інститут. Заочно навчався в Київському політехнічному інституті та Міжрегіональній академії управління персоналом (МАУП) в місті Києві.
В 1995–1996 роках прослухав курс семінарів та пройшов стажування в США з питань «Місцеве самоврядування та управління персоналом».
З 1997 р. по 1985 р. працював заступником директора, а з 1985 р. по 1994 р. директором СПТУ № 20 міста Черкаси.
Із 1994 р. по 1998 р. працював заступником Черкаського міського голови Володимира Олійника.
З 1998 р. займається підприємницькою діяльністю та за сумісництвом працював директором ТОВ «МТС-2000» та ВАТ «Україна».

## Політична діяльність
Очолював обласну партійну організацію «Реформи і порядок».
На виборах Черкаського міського голови 31 жовтня 2010 Булатецький М. І. зайняв друге місце, пропустивши вперед тільки діючого на той час міського голову Одарича Сергія Олеговича, проте став депутатом Черкаської міської ради, а в 2012 році очолив Об'єднану опозицію в Черкаській області.
На Парламентських виборах в Україні 2012 р. балотувався по одномандатному виборчому округу №194 (м. Черкаси) від Всеукраїнського об'єднання «Батьківщина». Станом на 01.11.2012 р. на сайті ЦВК повідомлялось про обробку 100% бюлетенів по округу №194 та про перемогу Миколи Булатецького з результатом 40,79% голосів, який випередив свого основного конкурента Валентину Жуковську. У подальшому результати виборів були уточнені. У підсумку ЦВК визнала, що встановити результати виборів у 194 окрузі неможливо.
В 2019 р. вийшов із партії "Батьківщина", посилаючись, зокрема, на сумнівних людей у списку на позачергові вибори. Балотується у 194-му окрузі (Черкаси) як самовисуванець.

### Розгін в Черкасах мітингу на захист української мови
7 липня 2012 року Булатецького і його сина Максима із кількома активістами патріотичних молодіжних рухів побила й заарештувала міліція, звинувачуючи в невиконанні рішення суду. Нібито захисники української мови в Черкасах незаконно проводили акцію. Черкаси виявилися єдиним містом, де мітинг на захист української мови був брутально розігнаний, хоча спроби були і в інших містах, зокрема в Києві.

## Нагороди
Має відзнаки Міністерства освіти України.

## Сім'я
Одружений. Син Максим з 2010 року є депутатом Черкаської міської ради, а також очолює Черкаську міську організацію ВО «Батьківщина».